# Мазина (Ровиго)
Мазина је насеље у Италији у округу Ровиго, региону Венето.
Према процени из 2011. у насељу је живело 137 становника. Насеље се налази на надморској висини од 9 м.